# Victor Basch
Victor Basch (* 18. August 1863 in Pest, Kaisertum Österreich; † 10. Januar 1944 in der Nähe von Lyon im Département Ain) war ein französischer Germanist, Philosoph und Politiker.

## Leben

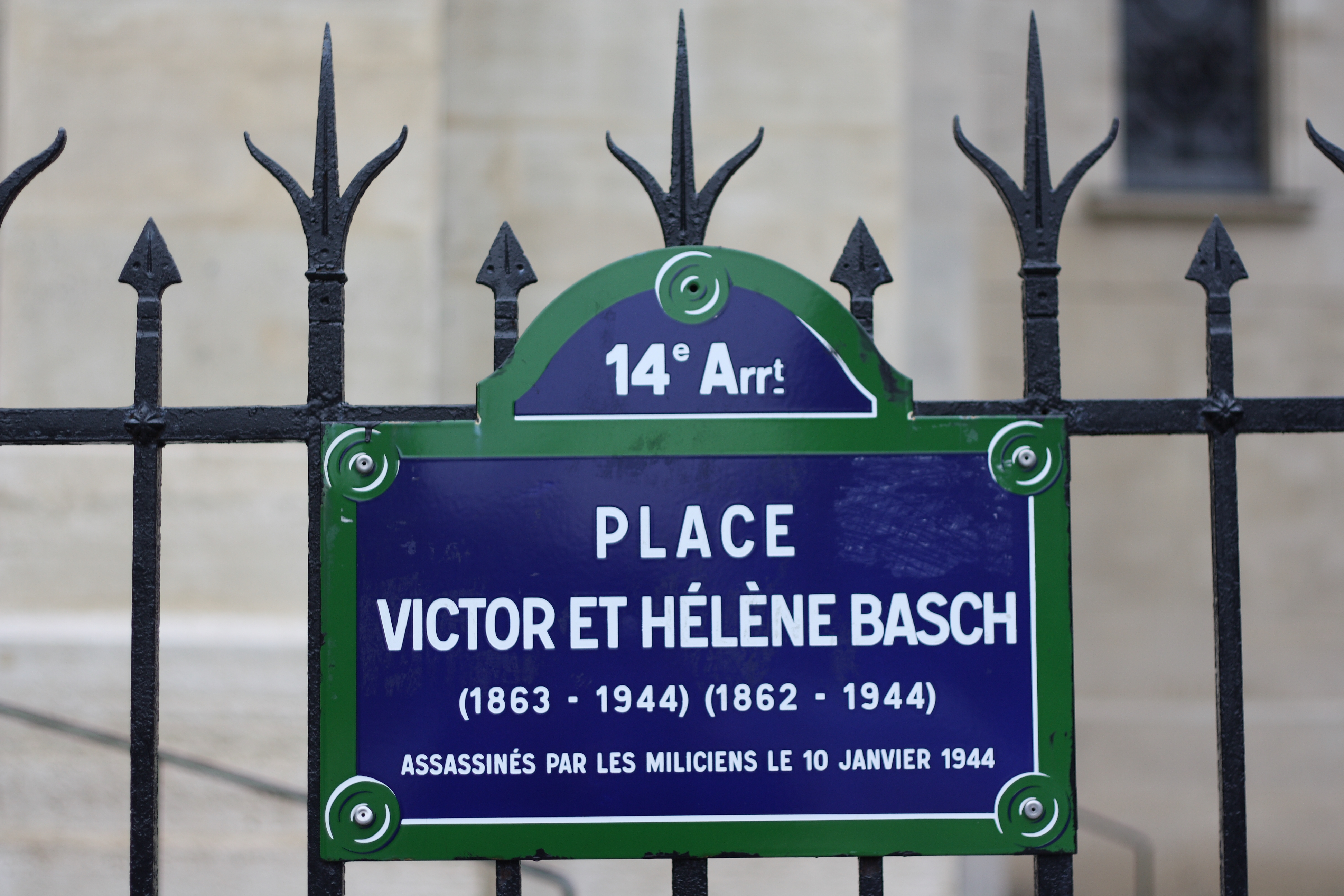
Place Victor-et-Hélène-Basch im 14. Arrondissement von Paris

Viktor Wilhelm Vilmos Langsfeld Basch wurde am 18. August 1863 in Pest als Sohn einer jüdischen Familie geboren. Noch als Kind siedelte er mit seiner Familie nach Frankreich über. In Paris besuchte Basch das Lycée Condorcet und studierte an der Sorbonne Deutsch und Philosophie. Nach dem Erwerb der Agrégation für lebende Sprachen 1884 hatte er von 1885 bis 1887 einen Lehrstuhl für Germanistik und einen Lehrstuhl für Ästhetik an der Universität Nancy. 1885 heiratete er in Pest Ilona Fürth (* 1863 in Pest), die sich später Hélène Basch nannte. 1887 wurden sie französische Staatsbürger. Von 1887 bis 1906 war Basch Professor für Philosophie in Rennes. Ab 1906 übernahm er eine Professur für deutsche Sprache und Literatur an der Universität Paris. Basch war Mitglied einer Freimaurerloge.
Als undogmatischer Sozialist setzte Victor Basch sich für Alfred Dreyfus ein. 1898 gründete er zusammen mit Ludovic Trarieux und Lucien Herr die Liga zur Verteidigung der Menschen- und Bürgerrechte und wurde 1926 ihr vierter Präsident. Von 1920 bis 1930 engagierte er sich gegen die extreme französische Rechte und wurde im November 1930 anlässlich einer politischen Versammlung von Angehörigen der Camelots du roi verletzt.
In den Zwischenkriegsjahren engagierte sich Basch auch für die deutsch-französische Verständigung. Basch förderte Treffen deutscher und französischer Jugendlicher. Bereits frühzeitig warnte er in Frankreich vor dem Aufstieg der Nationalsozialistischen Deutschen Arbeiterpartei (NSDAP). Ab 1933 sagte sich Basch von seinen pazifistischen Liga-Kollegen los und unterstützte einen Kampf gegen den Faschismus, der auch eine Option für militärische Mittel offenließ.
Basch spielte eine bedeutsame Rolle beim Zustandekommen des Front populaire und unterstützte die spanische Republik. Er opponierte gegen das Diktat von München 1938 und protestierte laut gegen den deutsch-sowjetischen Nichtangriffspakt 1939.
Mit diesem Engagement war Basch ein natürlicher Feind des Vichy-Regimes und der deutschen Besatzungsmacht. Die Deutschen stellten ihn sofort unter Kontrolle, als sie das Land besetzten. Aber Basch weigerte sich, der Gefahr auszuweichen und unterzutauchen. Er zog stattdessen nach Lyon in der angeblich unabhängigen unbesetzten Zone.
Die Baschs gehörten einer Widerstandsaktion an, dem Comité d’action socialiste. Auf Betreiben der Deutschen wurden sie im Januar 1944 von Angehörigen der Milice française aus Lyon unter dem Kommando von Paul Touvier verhaftet. Sie wurden dann von Joseph Lécussan und dem Gestapochef von Lyon August Moritz ermordet. Ihre Körper wurden später an einer Landstraße bei Neyron (Ain) gefunden; sie wiesen viele Schusswunden auf. Victor Basch wurde auf der französischen Kriegsgräberstätte la Doua beigesetzt.
Baschs Tochter Yvonne heiratete den Soziologen Maurice Halbwachs. Über ihren Großvater schreibt deren Nichte Françoise Basch:

„(Mein Essay) schildert den philosophischen, politischen und beruflichen Werdegang von Victor Basch unter dem Blickwinkel seiner Beziehung zu Deutschland. Im Leben des Lehrers und Philosophen Basch spielte Deutschland eine Schlüsselrolle. Er unterhielt mit diesem Land einen ununterbrochenen, intensiven Dialog. Über das Studium der Philosophie sowie der deutschen Sprache und Literatur kam Basch zu einer Konzentration auf Ideengeschichte und Literaturwissenschaft, die er an den Universitäten von Nancy, Rennes und Paris studierte und unterrichtete.
Bei der Darstellung seines Werdegangs wird insbesondere auf drei Stationen eingegangen: Während des Ersten Weltkriegs schlägt sich Victor Basch im ganzen auf die Seite der „Union sacrée“ und vertritt einen sogenannten „defensiven“ Patriotismus. Zugleich hält er aber beständig nach pazifistischen Signalen aus deutscher Seite Ausschau. Nach Kriegsende kämpft er dann gegen die harschesten Paragraphen des Versailler Abkommens im Bemühen, Deutschland vor dem Abrutschen in einen katastrophalen Zustand zu bewahren, der negative Auswirkungen auf ganz Europa haben würde. „L’amant de la paix“ predigt unablässig die deutsch-französische Annäherung und bietet Nationalisten wie Rechtsextremen aus beiden Ländern die Stirn. Ab 1930 schließlich widmet er sich der Entlarvung des Naziregimes.“

## Ehrendes Angedenken
In Frankreich tragen zahlreiche Straßen und Schulen Baschs Namen.

## Veröffentlichungen
- Essai critique sur l’esthétique de Kant. Alcan, Paris 1896
- L’individualisme anarchiste Max Stirner. Alcan, Paris 1904
- La poétique de Schiller. Essai d’esthétique littéraire. In der Reihe Bibliothèque de philosophie contemporain. Alcan, Paris 1911
- Offener Brief an den Reichspräsidenten Ebert. In Gerhart Seger (Hrsg.): Der Fall Quidde. Tatsachen und Dokumente. Oldenburg, Leipzig 1924
- Schumann. Alcan, Paris 1926
- Les doctrines politiques des philosophes classiques de l’Allemagne: Leibnitz, Kant, Fichte, Hegel. Alcan, Paris 1927

Zahlreiche Beiträge in den Zeitschriften Le Siècle und La Grande Revue.

## Filmographie
- Vincent Lowy: Victor Basch, dreyfusard de combat. Dokumentarfilm Frankreich 2005 (52 Min.)